# Centrophorus tessellatus
El quelvacho mosaico, Centrophorus tessellatus, es una especie de tiburón perro, que se encuentra en el Océano Pacífico alrededor del Honshū, Japón y Hawái una Isla a profundidades de 260 y 730 metros.
El quelvacho mosaico carece de aleta anal. dos aletas dorsales  con grandes espinas, la segunda dorsal relativamente alta, casi tan alto como los ojos, y una moderada muescas de la aleta caudal. Tiene una longitud máxima de 89 centímetros.